# Carlos Sahakian
Carlos (Ardaches en arménien Արտաշես) Sahakian , né le 3 août 1957 à Montevideo, est un artiste plasticien et poète franco-uruguayen.  

## Biographie

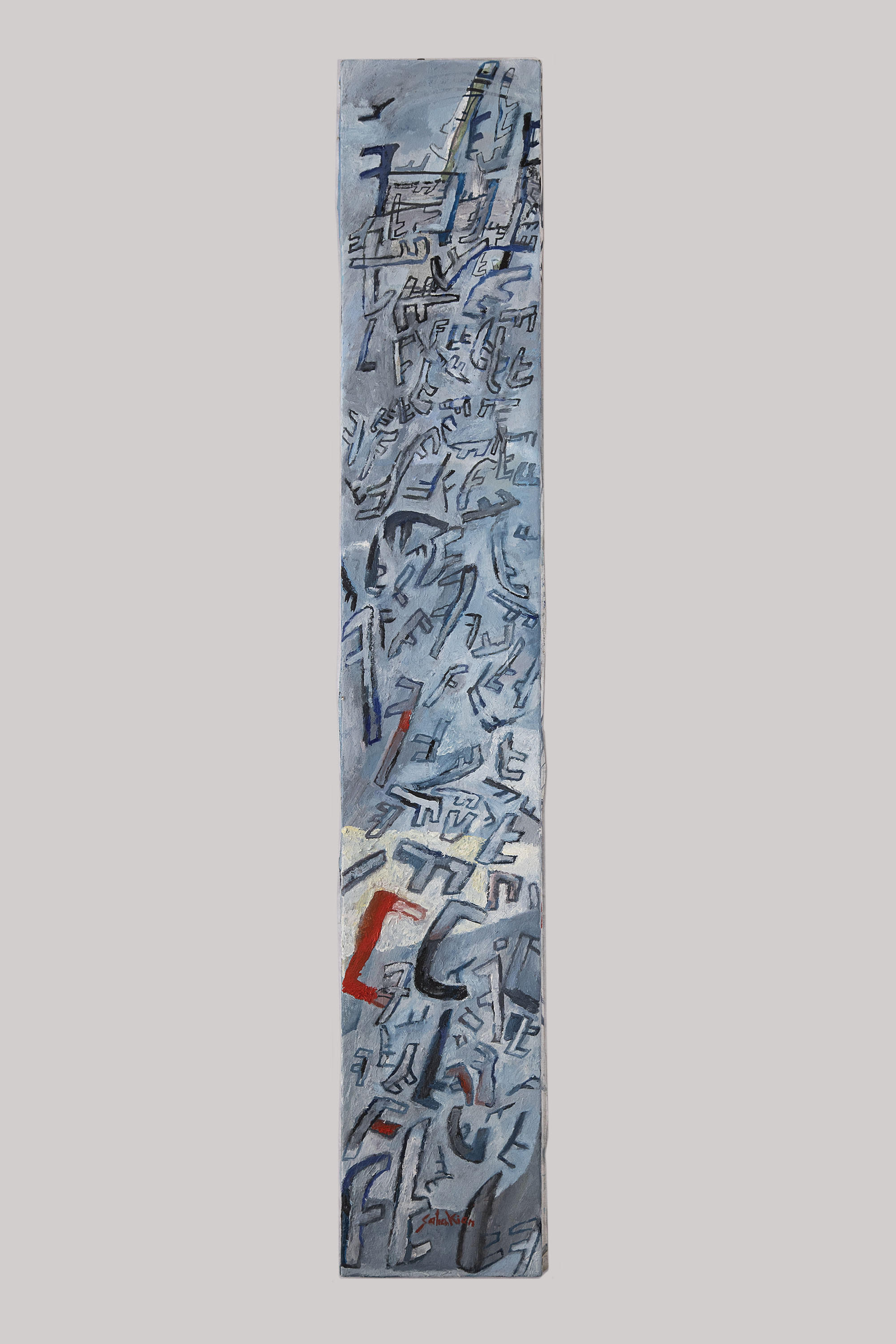
Arax luminoso y recuerdos, peinture à l'huile (25 x 135 cm), Castelo de Vide, 2019.

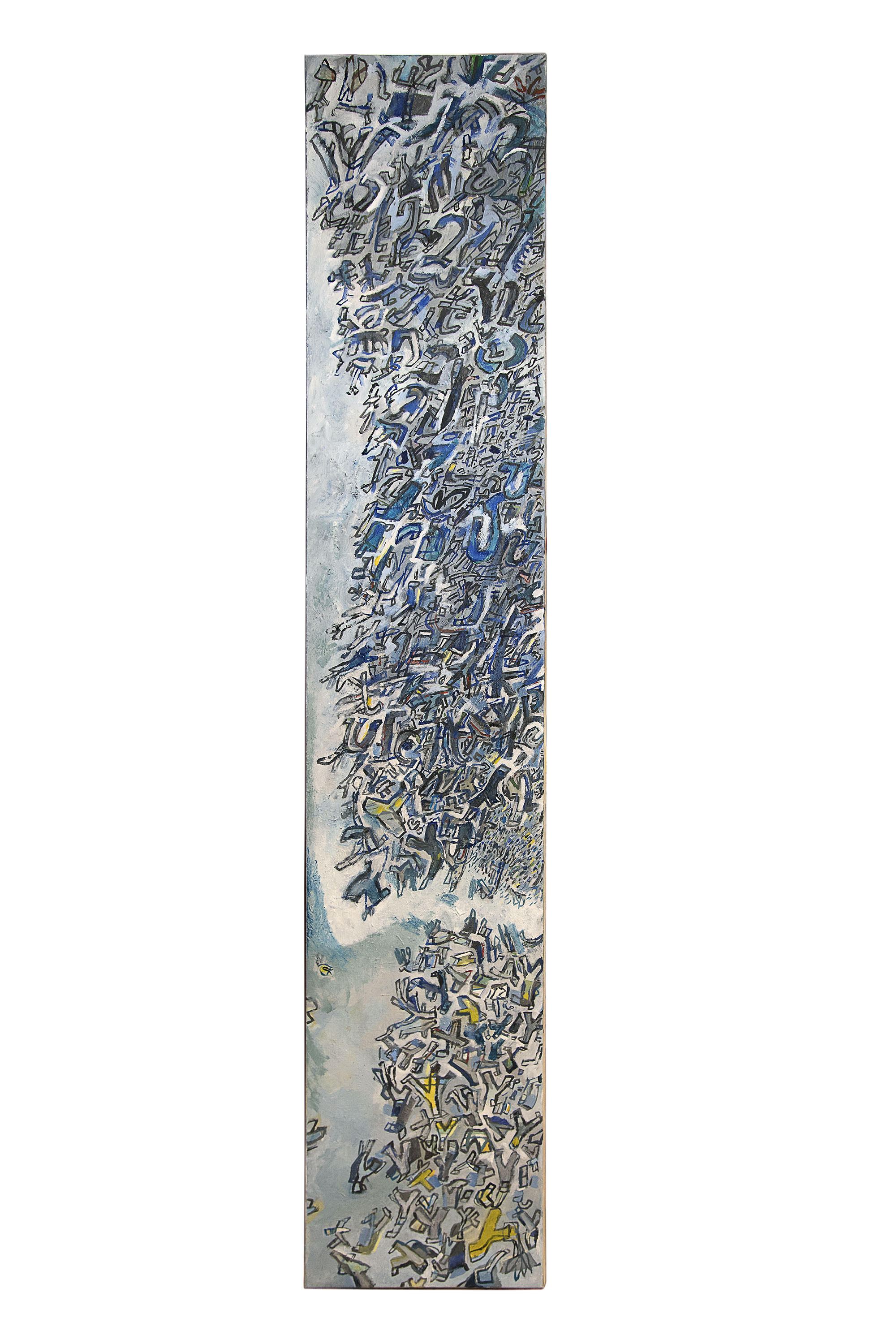
Un recuerdo infantil de Mesrop Mashtots, peinture à l'huile (17 x 137 cm), Castelo de Vide, 2019.

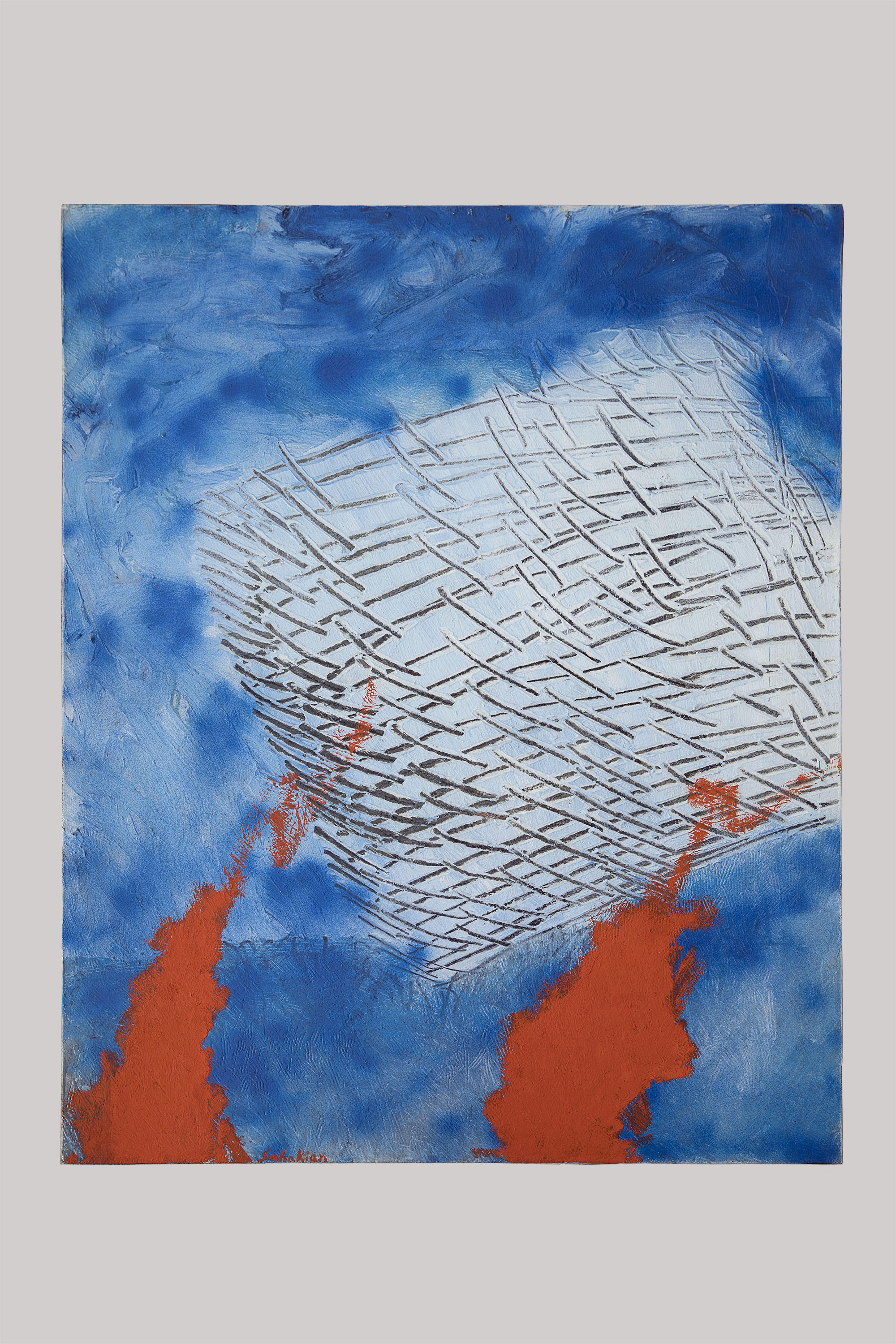
El Ombu y el espectro, peinture à l'huile (90 x 120 cm), Dourdan, 2016.

Carlos Sahakian, né en 1957 à Montevideo, a commencé sa formation artistique auprès de Echenique et Montiel dans l'atelier Construcción en Uruguay. Il poursuit des études d'Histoire de l'Art à l'Université de Vincennes et rejoint le groupe des plasticiens de l'espace Latino-Americain de Paris.
Il participe à de nombreuses expositions collectives en France, Espagne, Egypte et Uruguay notamment,. Au début des années 1990, deux expositions personnelles confirment une reconnaissance de sa peinture en France (Conches en Ouche) et en Uruguay (Alliance Française).
Depuis ses débuts, Carlos Sahakian utilise avant tout la peinture à l'huile. Dans ses œuvres peintes à Paris, dans les années 1980 et 1990, l'artiste joue avec les couleurs et les textures pour donner à ses tableaux des airs brumeux et oniriques. "Les œuvres de Carlos Sahakian sont comme des pensées visuelles ascensionnelles (...) elles rappellent les meilleures réalisations de l'abstraction lyrique et constituent une série harmonique et efficace de structures épurées, de suggestions multiples" (Alice Gall). 
Dans le même temps, sa poésie est publiée en Uruguay et en France,. Son recueil de poèmes Color Hombre reçoit en 1988 le premier prix du concours de poésie "Apartheid Basta" ("A bas l'Apartheid").
Selon le poète et essayiste Uruguayen Luis Bravo, l'oeuvre poétique de Carlos Sahakian exprime une variante du Néo-expressionnisme et de l'avant-garde uruguyanne.
Depuis le début du XXIe siècle, plusieurs expositions ont été organisées à travers l'Europeet l'Amérique Latine, notamment une à l'Isle sur la Sorgue en 2001, à Brême en 2003, Paris en 2012 , à Dourdan en 2017, à Lisbonne en 2019,.

## Engagement
Accueilli en France du fait du la dictature militaire en Uruguay, Carlos Sahakian est un artiste engagé contre les régimes autoritaires d'Amérique Latine, contre l'Apartheid et en faveur du droit des minorités. Issu d'une famille arménienne réscapée du Génocide commis par l'Empire Ottoman, Carlos Sahakian s'est récemment engagé pour l'Arménie notamment durant la Guerre de 2020 au Haut-Karabagh. En effet, l'artiste a mobilisé le conseil municipal de son "hermitage" portugais, à Castelo de Vide pour faire voter une motion de soutien à l'Arménie et l'Artsakh.

En 2014 l'artiste avait fait une donation d'un de ses tableaux à la Mairie de Montevideo lors de la commémoration des 100 du Génocide Arménien, alors que l'Uruguay s'apprétait à accueillir 20 familles de réfugiés Syriens. Son fils Matthieu et son neveu Norbert se rendent sur place le 2 Septembre 2014 et rencontrent la mairesse Ana Olivera de Montevideo. Ils prononcent un discours écrit par l'artiste "il y a 100 ans, mes ancêtres arrivaient par bateau en Uruguay, fuyant les massacres. Aujourd'hui peut-être, de futures générations d'artistes Uruguayens se trouvent dans les avions qui s'apprêtent à partir de Syrie. Pour son engagement envers les Arméniens et les minorités persécutées, éternellement reconnaissant envers la République Orientale d'Uruguay".

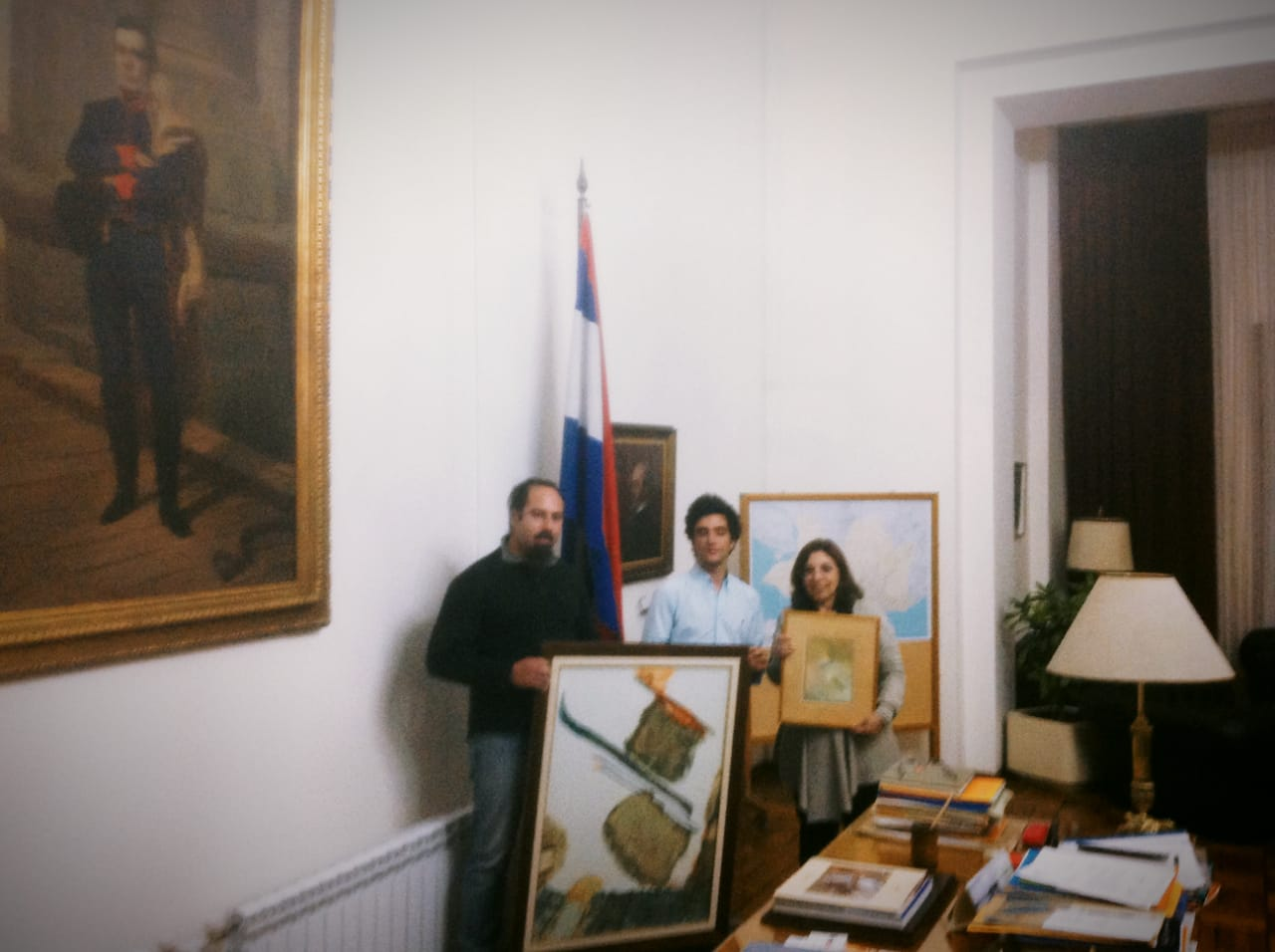
Photographie de la donation en présence de la Mairesse Ana Olivera, Mairie de Montevideo, 2 Septembre 2014
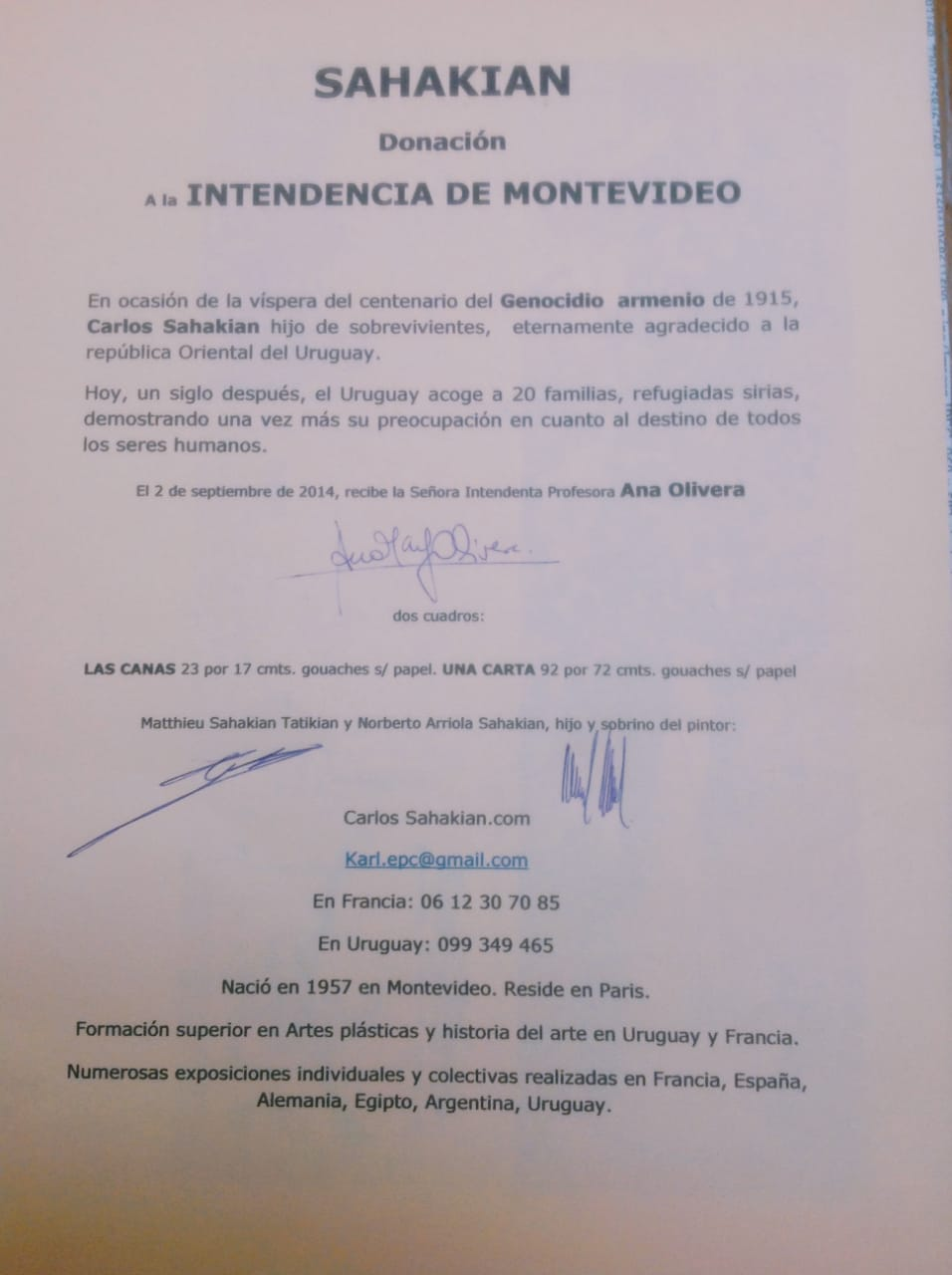
Certificat de donation, Mairie de Montevideo, 2 Septembre 2014

Quelques années plus tard en 2017, l'artiste fait à nouveau cadeau d'une de ses oeuvres, cette fois-ci à l'organisation Birthright Armenia, son tableau "Cielito" est alors exposé dans leurs bureaux à Erevan.

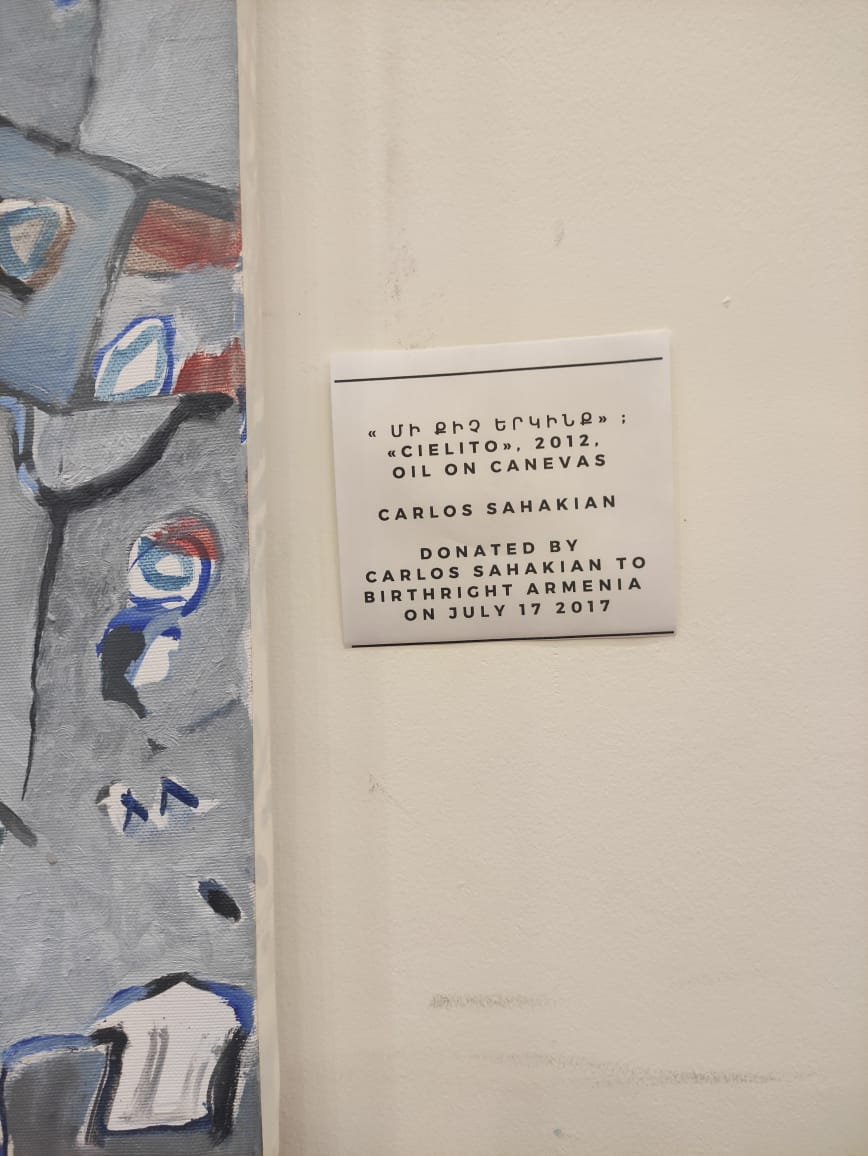
Photographie du bordereau de donation du tableau Cielito, donné à Birthright Armenia en juillet 2017
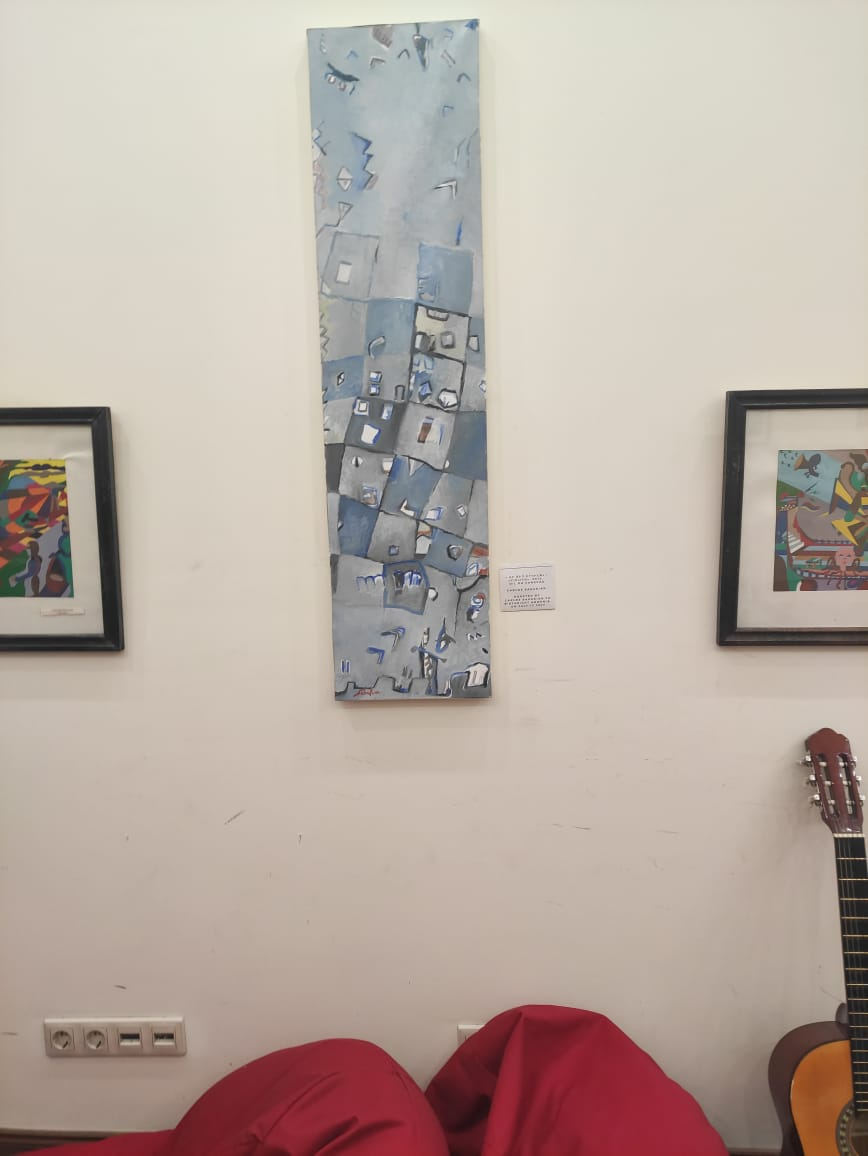
Photographie du tableau Cielito, donné à Birthright Armenia en juillet 2017

Dans les années 1980, Carlos Sahakian avait contribué, lors du Séisme de 1988 qui avait dévasté plusieurs villes d'Arménie à une levée de fonds auprès des artistes latino-américains en organisant un concert de charité dans le grand amphithéatre de la Sorbonne "l'Amérique Latine pour l'Arménie".

## Publications
- Obdulie, Obdulie, Ultimo Reino (1980)
- Paris en Botella, Monte Sexto (1986)
- Color Hombre, I.N.C.L.A.(1988)
- Pronaos, la Carpe (1990)
- Alfajias de Montevideo, Proyeccion (1992)
- Zvartnots, Marché de la poésie (2002)